# إدوارد أرنولد
إدوارد أرنولد (الألمانية السويسرية الموحدة: Eduard Arnold، و. 1895 – 1977 م) هو سياسي، وقاضي، من سويسرا، ولد في لوسرن، توفي في لوسرن، عن عمر يناهز 82 عاماً.

## مناصب
تولى منصب عضو المجلس الوطني السويسري.